# 다닐 란차우
다닐 란차우(덴마크어: Daniel Rantzau, 1529년 ~ 1569년 11월 11일)는 덴마크, 독일의 군인으로 북방 7년 전쟁 시기에 활약한 장군 가운데 한 사람이다.

## 생애
홀슈타인 지방에서 요한 란차우(Johan Rantzau)의 먼 친척으로 태어났다. 어린 시절에는 학문적 교육을 받았지만 군 복무를 선호했다. 청년 시절에는 독일, 이탈리아의 전쟁터에 나섰고 1559년에는 덴마크 군대의 디트마르셴 정복에 참여했다. 1563년 스웨덴과의 북방 7년 전쟁이 발발하기 이전까지 전쟁을 지지하는 덴마크의 대변인 역할을 수행했던 것으로 추정된다.
전쟁 발발 당시에는 대령 계급을 가진 하위 사령관이었지만 소규모 전투에서 점차 두각을 드러냈다. 1565년에는 덴마크 군대의 총사령관으로 임명되었지만 초반에는 전쟁터에서의 결과가 좋지 않았기 때문에 지위가 약했다. 하지만 1565년 12월에 악스토르나 전투(Axtorna)에서 스웨덴 군대를 격파하면서 그의 입지를 강화했다. 그는 스웨덴을 황폐화시켰을 정도로 덴마크의 유능한 군사 지도자로 여겨졌지만 군인들의 봉급 문제를 놓고 귀족 출신 장교들, 덴마크의 재무 담당 재상을 역임하고 있던 페데르 옥세(Peder Oxe)와의 갈등을 빚기도 했다.
란차우는 1567년부터 1568년까지 스웨덴을 통한 "겨울 전선"을 수행했다. 이 기간 동안에 그는 몇몇 소규모 스웨덴 군대들을 패배시키는 대신에 스톡홀름에 대한 공격을 포기했다. 또한 위험하지만 성공적인 후퇴를 진행하면서 덴마크 군대를 구출했다. 덴마크 군대의 이러한 전술은 스웨덴 군대의 방어 전략을 흔들어 놓았다. 1569년 11월 스웨덴이 점령한 바르베리 성(Varberg)을 공격하던 도중에 포탄에 맞아 사망했다.
오늘날에는 그의 친척인 요한 란차우의 그늘에 가려져 있지만 다닐 란타우는 요한 란차우보다 뛰어난 전술가로 여겨진다. 역사가들은 그를 1563년에서 1570년 사이에 세계에서 몇 안 되는 군사 지도자 가운데 한 사람으로 여기고 있다.